# Cracked Rear View
| Оценки критиков  | Оценки критиков |
| Источник         | Оценка          |
| ---------------- | --------------- |
| AllMusic         | [ 1 ]           |
| Robert Christgau | B               |
| Rolling Stone    | [ 3 ]           |

Cracked Rear View — дебютный студийный альбом американской рок-группы Hootie & the Blowfish, изданный 5 июля 1994 года на лейбле Atlantic. Диск достиг позиции № 1 в американском хит-параде Billboard 200 (8 недель на первом месте, пять раз с перерывами), в Канаде и Новой Зеландии. За весь 1995 года тираж превысил 10,5 млн копий и диск стал самым продаваемым в США бестселлером.
К марту 1999 года тираж достиг 16 млн копий в США.

## История
Альбом получил положительные отзывы музыкальной критики и интернет-изданий, например, Allmusic, Robert Christgau, Rolling Stone.

## Список композиций
1. «Hannah Jane» — 3:33
2. «Hold My Hand» — 4:15 (Видео Архивная копия от 1 августа 2016 на Wayback Machine)
3. «Let Her Cry» — 5:08 (Видео Архивная копия от 1 августа 2016 на Wayback Machine)
4. «Only Wanna Be with You» — 3:46
5. «Running from an Angel» — 3:37
6. «I’m Goin' Home» — 4:11
7. «Drowning» — 5:01
8. «Time» — 4:53
9. «Look Away» — 2:38
10. «Not Even the Trees» — 4:37
11. «Goodbye» — 4:05

## Участники записи
Hootie & the Blowfish
- Дариус Ракер — вокал, акустическая гитара, перкуссия
- Mark Bryan — мандолина на «Only Wanna Be with You», фортепиано на «Not Even the Trees», электрогитара, гитара, акустическая гитара, вокальная перкуссия
- Dean Felber — фортепиано на on «Only Wanna Be with You», бас-гитара, клавинет, вокал
- Jim «Soni» Sonefeld — ударные, перкуссия, вокал, фортепиано

Дополнительные музыканты
- Дэвид Кросби — бэк-вокал на «Hold My Hand»
- Lili Haydn — скрипка на «Look Away» и «Running from an Angel»
- John Nau — фортепиано на on «I’m Goin' Home», Hammond organ

Производство
- Jean Cronin — арт-директор
- Don Gehman — рекорд-продюсер, звукоинженер, микширование
- Michael McLaughlin — фотография
- Wade Norton — ассистент звукоинженер
- Gena Rankin — координатор
- Eddy Schreyer — аудиомастеринг
- Tim Sommer — артисты и репертуар
- Liz Sroka — ассистент по микшированию

## Чарты
| Чарт (1995)                      | Лучший результат |
| -------------------------------- | ---------------- |
| Australia (Top 50)               | 7                |
| Canada (RPM100 Albums)           | 1                |
| Germany (Media Control Charts)   | 45               |
| New Zealand (RIANZ Top 50)       | 1                |
| Scottish Albums (OCC)            | 16               |
| UK (The Official Charts Company) | 12               |
| US Billboard 200                 | 1                |